# Nathália Limaverde
Nathália Limaverde é uma atriz brasileira.

## Carreira
Interpretou a personagem Tetéia em 2005 no Sítio do Picapau Amarelo. No ano seguinte foi convidada para viver a personagem Camila na novela Floribella. 
Paralelamente a Floribella, Nathália, excursionou pelo país, no elenco do espetáculo teatral, Beijo no Asfalto, de Nelson Rodrigues, com direção de Michel Bercovitch, onde dividiu as cenas com atores conceituados como: Emílio Orciollo Neto, Leopoldo Pacheco, Fernanda Machado, entre outros.
No ano de 2007, fez participação especial na novela daRede Globo Pé na Jaca, como a personagem Nádia. No mesmo ano, protagonizou, junto com o ator Léo Rosa, o vídeo clipe da música "Eu vou tentar", do grupo Ira!, onde foi dirigida pelo também ator Selton Mello.
Em 2008 interpretou a personagem Amarinha em na novela"Duas Caras"-Tv Globo.
Interpretou também a personagem  Jéssica na novela Amigas e Rivais do SBT.
E no final do mesmo ano fez participacao em "Chamas da Vida" da Rede Record.

## Trabalhos na TV
- 2014 - Milagres de Jesus ... Yarin
- 2012 - Fora de Controle ... Tamires Viana
- 2010 - Afinal, o Que Querem as Mulheres?
- 2009 - Promessas de Amor .... Silvia
- 2008 - Chamas da Vida .... Izabel
- 2007 - Amigas e Rivais .... Jéssica
- 2007 - Pé na Jaca .... Nádia
- 2006 - Floribella .... Camila
- 2005 - Sítio do Picapau Amarelo .... Tetéia
- 2002 - Sítio do Picapau Amarelo .... Chapeuzinho Vermelho

## Trabalhos em teatro
- Mogli, O Musical (2004) - Cobra Ka
- Beijo no Asfalto (2006) - Dália

## Trabalhos no Cinema
- 2016-"A Frente Fria que a Chuva Traz" Dir: Neville D'Almeida
- 2011-"Somos tão Jovens" Dir: Antônio Carlos da Fontoura

## Outros trabalhos
- Vídeo Clipe da Música "Eu Vou Tentar" do Grupo Ira! - 2007